# Roulage (mine)
 (janvier 2024).
Si vous disposez d'ouvrages ou d'articles de référence ou si vous connaissez des sites web de qualité traitant du thème abordé ici, merci de compléter l'article en donnant les références utiles à sa vérifiabilité et en les liant à la section « Notes et références ».

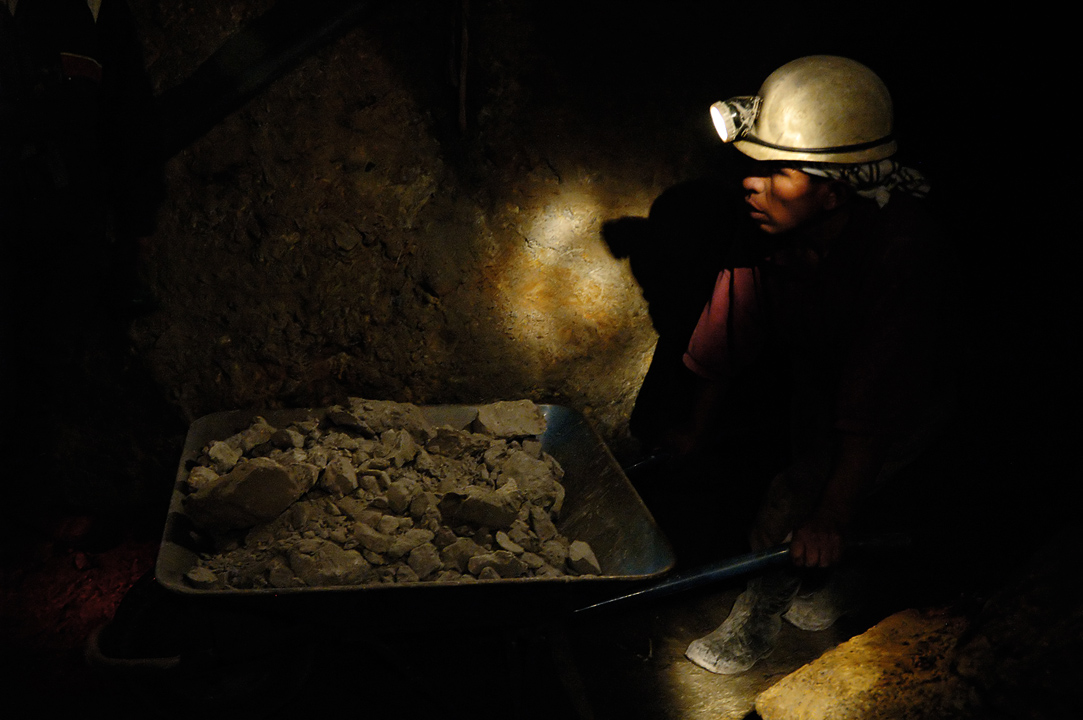
Mineur bolivien extrayant des débris avec une simple brouette (2006).

Le roulage est le transport des produits (charbon, minerai mais aussi le stérile) depuis le front de taille (ou plus exactement depuis le point de chargement du système de déblocage des chantiers) jusqu'à la recette inférieure du puits d'extraction, puis éventuellement depuis la recette supérieure du puits aux ateliers de traitement.

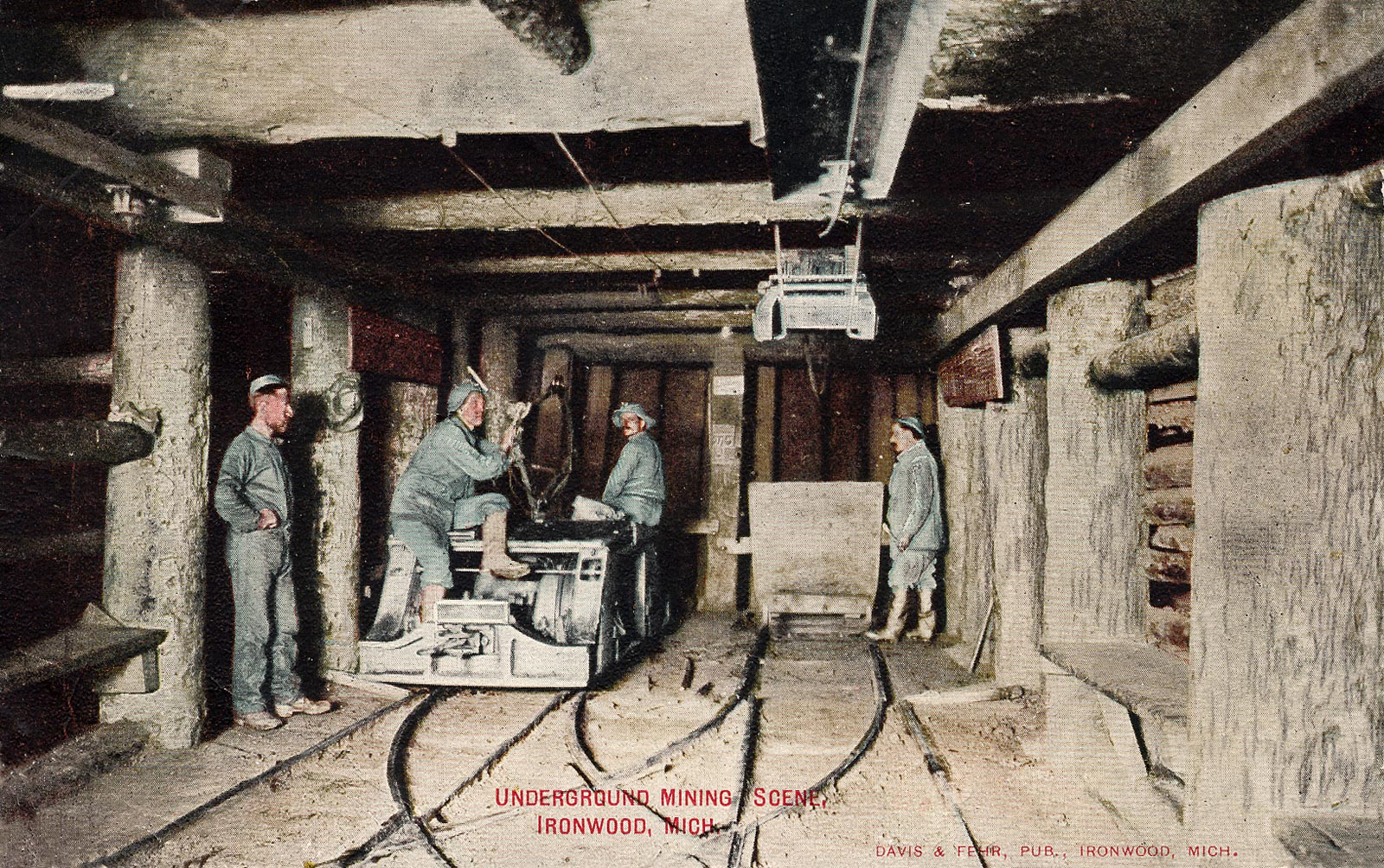
Une mine de fer à Ironwood (Michigan) : roulage par berlines (à droite) et locotracteur (à gauche) sur voie étroite (carte postale de 1910).

Dans les mines industrialisées, Le transport des produits s'effectue dans des bennes (ou berlines) de contenance variée selon les exploitations (de 500 à 25 000 litres), traînées à bras dans les exploitations non mécanisées, par un cheval (ou âne ou mulet), puis par locotracteurs, électrique, air comprimé, essence ou diesel, ou tout simplement par gravité. Il s'agit en général de voies étroites inférieures à 1 mètre de large.
Le roulage est un facteur fondamental dans l'exploitation d'une mine : avec le puits, il conditionne en effet la capacité d'extraction.